# Knihovna latinské školy
Knihovna latinské školy v Jáchymově byla založena roku 1541 a v roce 1624 se stala součástí latinské školy, založené už roku 1519, jejímž rektorem byl od roku 1532 evangelický kněz Mathesius, zakladatel matriky a kronikář. 

## Historie
Knihovna od počátku sloužila nejen žákům školy, ale i lékařům, horním úředníkům a těžařům. Knihovna byla společně se školou uzavřena roku 1627 jako hnízdo protestantismu. Zbytky latinské knihovny byly objeveny v roce 1871 Karlem Sieglem na půdě radnice. Po více než sto letech se sbírka 232 knih vrátila do Jáchymova z různých míst Česka a mezi lety 1976 a 1980 prošla restaurováním. Část knihovny byla vystavena v muzeu Královské mincovny. Knihovna latinské školy je od ledna 2020 vystavena v renesančním sklepení Jáchymovské radnice.

## Popis
Z knihovny se zachovalo 232 knih obsahujících 358 děl, z nich je 52 vytištěných do roku 1500 – jedná se tedy o evropské prvotisky (nejstarší tištěná díla). Z jedné třetiny knihovnu tvoří teologické spisy, další třetina jsou spisy antických klasiků a zbytek slovníky, astronomická a astrologická díla, kalendáře a spisy přírodovědecké nebo botanické. Nejvíce knih pochází z tiskařských dílen v Basileji a Benátkách. Najdeme zde například spis Sarepta od Mathesia, epos Das Joachimsthaler Bergbuchlein od Hanse Rutharta a Ptolemaiovu Kosmografii z roku 1486 s 32 barevnými mapami. Téměř 70 takzvaných libri catenati (knih s řetězem) je unikátní v celém Česku, takovou sbírku můžeme srovnat jen se sbírkami v Nizozemí a Velké Británii. Nejstarší kniha sbírky je Starý zákon z 12. století, největší kniha je renesanční zpěvník a nejmladší knihou je Cosmographia od Sebastiana Münstera z roku 1629.